# Oxbow (Saskatchewan)
Pour les articles homonymes, voir Oxbow.
Oxbow est une ville du sud-est de la Saskatchewan au Canada.

## Démographie
| 2001  | 2006  | 2011  | 2016  |
| ----- | ----- | ----- | ----- |
| 1 132 | 1 139 | 1 285 | 1 328 |